# Asztamangala

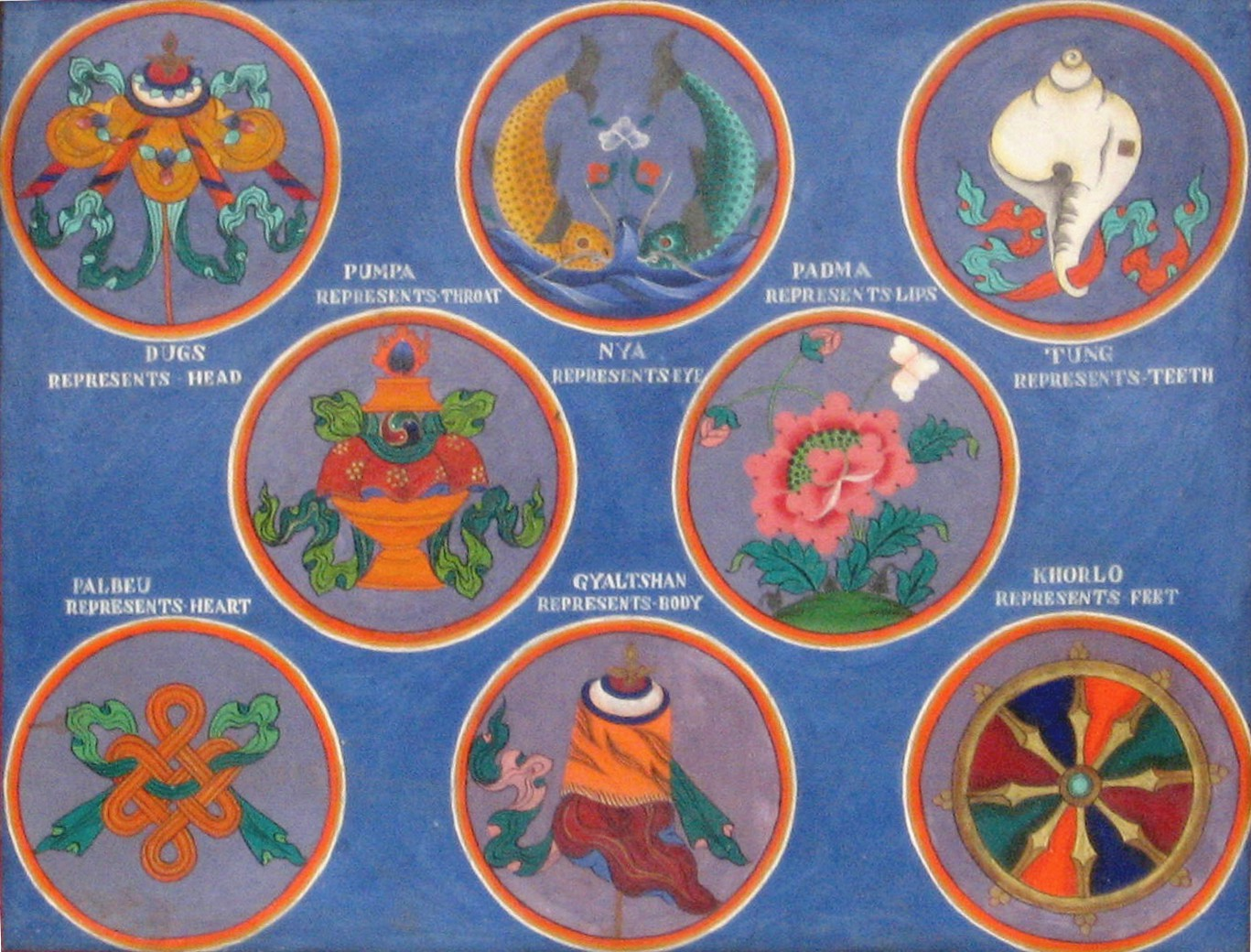
8 pomyślnych znaków: parasol, złote rybki, muszla, waza, lotos, śriwatsa, sztandar zwycięstwa i koło. Leh w Ladakhu.

Asztamangala (sanskryt अष्टमंगल trb aṣṭamangala "osiem pomyślnych znaków"; tyb.: བཀྲ་ཤིས་རྟགས་བརྒྱད་, Wylie: bkra-shis rtags-brgyad, ZWPY: Zhaxi Dag'gyä, wym. taszi tegja) – w kulturze indyjskiej komplet ośmiu symboli przynoszących szczęście. Używane były podczas np. ceremonii koronacyjnych . Lista symboli zmieniała się często w zależności od epoki, we wczesnych tekstach obejmują: tron, swastykę, odcisk dłoni, węzeł, wazę pełną klejnotów, naczynie do picia, parę złotych rybek, miseczkę z wiekiem.

## Buddyzm
W buddyzmie przedmioty te symbolizują ofiary złożone Buddzie przez bogów, gdy osiągnął on oświecenie.

Prawoskrętna śankha

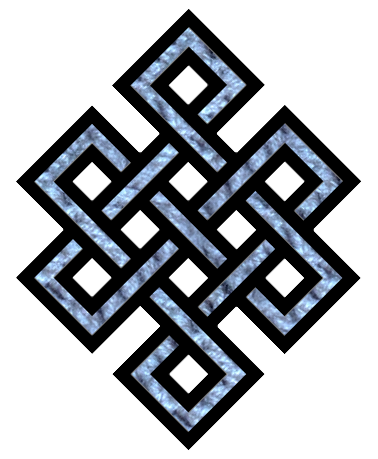
Śriwatsa

Para złotych rybek

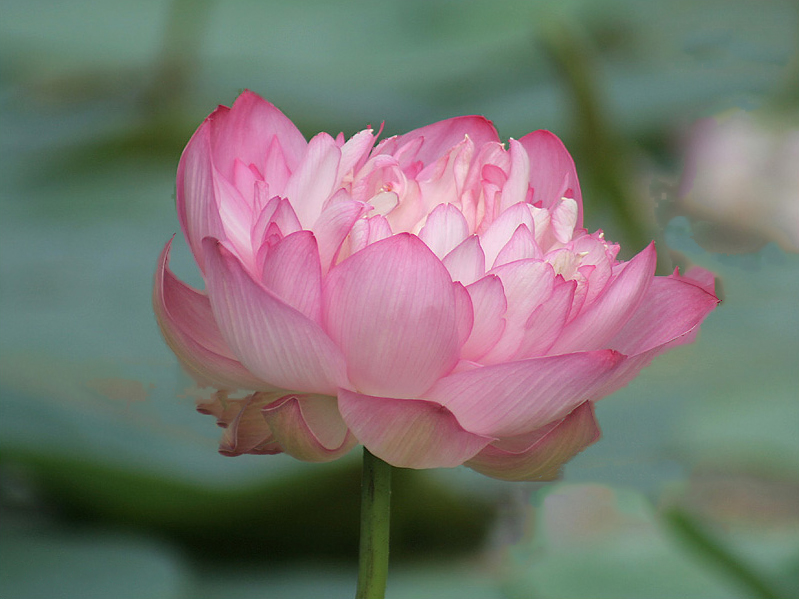
Kwiat lotosu

Parasol

Waza skarbów

Koło Dharmy